# Пандо Павлов
Пандо Павлов Георгиев е български революционер, деец на Вътрешната македоно-одринска революционна организация.

## Биография
Пандо Павлов е роден през 1874 година в костурско село Руля, тогава в Османската империя. Присъединява се към ВМОРО, покръстен от сеселянина си Коте Христов. До 1903 година действа като легален деец. През лятото на 1903 година взима участие в Илинденско-Преображенското въстание с четата на Коте. Подпомага обградената при Писодер чета Васил Чекаларов. Турците убиват баща му и жена му.
На 7 март 1943 година, като жител на Битоля, подава молба за народна пенсия, която е одобрена и отпусната от Министерския съвет на Царство България.